# Piotr Bochkariov
Piotr Bochkariov (Rusia, 3 de noviembre de 1967) es un atleta ruso retirado especializado en la prueba de salto con pértiga, en la que consiguió ser medallista de bronce europeo en pista cubierta en 1996.

## Carrera deportiva
En el Campeonato Europeo de Atletismo en Pista Cubierta de 1996 ganó la medalla de bronce en el salto con pértiga, con un salto por encima de 5.80 metros, tras el bielorruso Dmitriy Markov (oro con 5.85 metros) y su paisano ruso Viktor Chistiakov.